# 济宁金波酒
济宁金波酒是山东济宁出产的一种以白酒为基酒的保健药酒，源于1714年苏州人戴阿堂在当地创立的酱菜铺“姑苏戴玉堂”，经戴氏三代后，于1807年被药材商冷长连和两江总督孙玉庭联手以一千两白银买下并易名为“姑苏玉堂”；但金波酒本身则迟至1755年才被研制出来。1906年冷氏后人撤资，由孙家独资经营，直至1950年代国有化，后数度易名。金波酒乃以高粱为原料，以大麦、豌豆为糖化发酵剂制成大曲所酿成的大曲酒作为基酒，配入沉香、檀香、郁金、枸杞、当归、栀子、蔻仁、白芷、陈皮、钻地风、姜黄、官桂等中药材，外加糖酰橘饼、白砂糖等，经浸泡、精炼、勾兑、陈酿而成。